# Niloofar Beyzaie
Niloofar Beyzaie (Teherán, 15 de enero de 1967) es una dramaturga y directora de teatro iraní que vive exiliada en Alemania.

## Vida
Niloofar Beyzaie es hija del director de teatro y cine iraní Bahram Beizai (Bahram Beyzai) y Monir Azam Raminfar, quien proviene de una familia de artistas. Su tío Iraj Raminfar es uno de los diseñadores de vestuario y escenógrafos (teatro y cine) más conocidos de Irán. El tío de su madre, Abbas Javanmard fue un influyente director de escena de los años 1940-1970 en Irán.
En 1985, Beyzaie tuvo que abandonar Irán por razones políticas y estudió Filología Alemana, Teatro, Cine y Medios de Comunicación y Pedagogía en la Universidad Johann Wolfgang Goethe de Fráncfort del Meno. Tras finalizar sus estudios académicos fundó, en 1994, el grupo de teatro Daritsche. Desde entonces, dirige este grupo como directora de escena, dramaturga y diseñadora de iluminación y vestuario. Está casada y tiene una hija.
Aboga por los derechos de las mujeres y de la comunidad LGBTQ en Irán y está involucrada en los derechos de las minorías religiosas en Irán, en particular los baháʼís perseguidos oficialmente.

## Carrera
Los temas centrales de su obra teatral son «la mujer», «el sufrimiento del individuo entre la multitud» y «ser extranjero tanto en la propia sociedad como en la ajena». También pone énfasis en el contexto sociopolítico del teatro en sus problemáticas contemporáneas. Además de su trabajo teatral, escribe artículos sobre la situación política y social, particularmente la situación de las mujeres en Irán. En 2005 fue galardonada con el premio World Academy of Art, Literature and Media en Budapest como mejor directora teatral en el exilio en la categoría Performing Arts. Ese mismo año, su obra Daughters of the Sun se representó en Zurich en el Teatro Maralam bajo la dirección de Peter Braschler. En marzo de 2009, en Karlsruhe en el marco del festival Cultural Perspectives of Women festival 09, se representó en alemán su obra No Man's Land .
Su obra Face to Face at the Threshold of the Cold Season, que trata sobre dos mujeres muy importantes de la historia iraní Táhirih Qurratu'l- ayn y Forugh Farrojzad, tuvo su estreno en octubre de 2011 y también se presentó en Toronto, Otawa y Los Ángeles.
Su obra In the presence of the Wind fue escrita por su padre en la década de 1960 y se representó en varias ciudades de Europa y Alemania desde 2015 hasta octubre de 2016.
Su obra, In this Place and at this Time (basada en las historias de Mahshid Amirshahi) se representó en Fráncfort, Colonia, Berlín, Heidelberg y Zúrich desde octubre de 2017 hasta mayo de 2018. Recibió el premio del público a la mejor obra por esta pieza en el Festival de Teatro Iraní en Heidelberg el 3 de febrero de 2018.
Beyzaie fue homenajeada por su trabajo teatral de toda la vida el 2 y 3 de marzo de 2018 por la "sociedad cultural de mujeres iraníes" en Vancouver. En este contexto, el grupo de teatro Shahrzad representó la obra Lady in Mirror, que incluye fragmentos de sus obras. También recibió el Premio a la Mejor Personalidad del Año 2018 de la Foundation of Pasargad Heritage en los campos del Arte y la Cultura en marzo de 2018.
En 2022 presentó la obra From Nameless Stones to Mahsa, Daughter of Iran. El primer episodio de esta obra contiene cuatro historias de las esposas y madres de presos políticos en Irán en la década de 1980 y el segundo episodio trata de la situación en Irán después del asesinato de Jina Mahsa Amini por parte del escuadrón antivicio iraní. Esta obra se representó en el marco de una velada de solidaridad con el movimiento de protesta iraní en febrero de 2023 en el Gallustheater de Fráncfort del Meno.

## Obras seleccionadas

### Puesta en escena (dirección teatral)
- Marjan, Mani and a few small problems, 1996
- The Last Game, 1997
- No Man's Land, 1998-99
- A knife in the back (obra de teatro de Kaveh Esmaili), 1999-2000
- The blue dreams of gray women, 2000-2001
- Three Opinions on a death (basadas en textos de Mina Assadi), 2001-2002
- El búho ciego (basado en un texto de Sadegh Hedayat), 2004-2005
- El búho ciego (bilingüe, junto con Tom Peifer), 2005
- Foreign as you and I (basado en un texto de Farhang Kassraei y Maria Piniella), 2006-2007
- The Voice of Silence, 2007-2008
- El búho ciego (reestreno), 2008
- No Man's Land (reestreno en lengua alemana), 2009
- One file, two murders, 2009-2010
- Diaries of newspapers or How the revolution ate its grandchildren (lectura teatral) 2011
- Face to Face at the Threshold of the Cold Season, 2011-2012
- In the presence of the Wind, 2015-2016 (obra de Bahram Beizai)
- In this Place and at this Time, 2017-2018 (basado en textos de Mahshid Amirshahi)
- The Lost Ones, 2018-2020 (basado en el texto de Roya Ghiasi, Shokoufeh Motazeri, Ghorbanali Shokri)
- When love is a sin 2019 (composición del texto: Zhaleh Mosaed)
- Game within Game, 2021
- From nameless stones to Mahsa daughter of Iran, 2022-2023 (basado en textos del libro “The Song of Looking Through the Dark Window”, ed.: Mehdi Aslani, N. Rahai y publicaciones de Twitter de jóvenes iraníes)

### Dramaturgo
- Banu in the mirror city (representada ese mismo año bajo la dirección de Mohsen Hosseini en Fráncfort del Meno), 1994
- Marjan, Mani and a few small problems, 1995
- The last game, 1996
- No Man's Land, 1997
- The blue dreams of the gray women, 2000
- Come dance with me (Daughters of the Sun), 2005
- The Voice of Silence, 2006
- One file, two murders, 2009
- Face to Face at the Threshold of the Cold Season, 2011[19]
- Banu in the mirror (dirigida por Hessam Anvari, 2018, Vancouver)[20]

- Game within Game, 2021

### Obras de teatro (dramaturgo)
- Three Opinions on a death (basado en un texto de Mina Assadi), 2001–2002
- El búho ciego (basado en un texto de Sadegh Hedayat), 2004–2005
- Foreign as you and I (basado en un texto de Farhang Kassraei y Maria Piniella), 2006–2007
- The Voice of Silence, 2007–2008
- Diaries of newspapers or How the revolution ate its grandchildren (lectura teatral), 2011
- In this Place and at this Time, 2017-2018
- The Lost Ones, 2018-2020
- When love is a sin, 2019
- From nameless stones to Mahsa daughter of Iran, 2022-2023

## Premios
- 2005: World Academy of Art, Literature and Media, Budapest : Mejor Director en la categoría de Artes Escénicas.[21][22]
- 2018:ََ Premio del Público por su obra In this Place and at this Time en el Festival de Teatro Iraní en Heildelberg 3. Febrero de 2018.[23]
- 2018: Homenaje a la directora y dramaturga Niloofar Beyzaie seguido del musical Lady in the Mirror, 2 y 3 de marzo de 2018.[24]
- 2018: Premio a la mejor Personalidad del año 2018 de la Foundation of Pasargad Heritage en los campos del Arte y la Cultura en marzo de 2018.[15][25]